# Reichsbank
La Reichsbank è stata la banca centrale dell'Impero tedesco, e successivamente della Germania di Weimar e della Germania nazista, dal 1876 al 1945.

## Storia

### Königliche Giro- und Lehnbank
La Königliche Giro- und Lehnbank ("Regia Banca di Giro e Prestito") fu fondata nel 1765 a Berlino dal re di Prussia Federico II, nel momento in cui la città iniziava a industrializzarsi e circa 6.000 operai lavoravano nel settore tessile. La Banca era diretta da un governatore munito di pieni poteri e responsabile penalmente.
Nell'anno successivo la Banca ottenne il diritto d'emissione. Con la fondazione della Banca fu stampato un "tallero di banca" prussiano, di cui si sentiva la necessità per la semplificazione del commercio con l'estero.
La Banca ebbe inizialmente la funzione di Tesoreria dello Stato, nonché degli imprenditori minerari e delle istituzioni di carità. Il capitale sociale era di 8 milioni di talleri e il margine di interesse sui prestiti permetteva di rimborsare rapidamente lo Stato.
A partire dagli anni Trenta dell'Ottocento la Regia Banca si trovò a fronteggiare la concorrenza di una decina di altre banche, fra cui la Regia Banca di Prestiti di Berlino, fondata nel 1834 dalla Regia Società del Commercio Marittimo, e l'associazione delle casse di risparmio (Kassenverein), fondata nel 1831 con un capitale di 100.000 talleri.
La Regia Banca emetteva dei biglietti di banca, che nel 1836 furono ritirati dalla circolazioni e sostituiti con degli "assegnati di cassa" (Kassenanweisungen) per un montante totale di 3 milioni di talleri.

### Königlich-Preußische Hauptbank

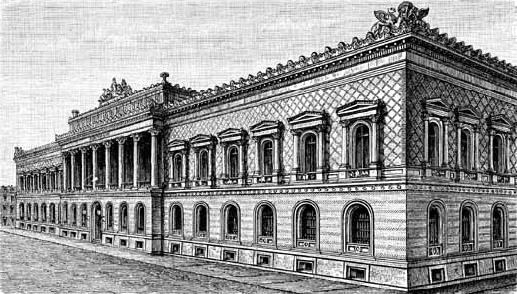
La sede della Banca a Berlino, in Jägerstraße

Alla fine del 1844 il rapporto dell'economista Hern Von Bulow-Cummerow sulle finanze prussiane sollecitò l'istituzione di una banca in forma di società per azioni che fungesse insieme da banca di depositi, banco di sconto e banco di emissione.
Con decreto dell'11 aprile 1846 la Banca ottenne il diritto a partire dall'anno successivo di stampare cartamoneta. È autorizzata ad emettere ogni anno banconote per un totale di 30 milioni di talleri, in tagli da 25, 50, 100 e 500 talleri. Il capitale sociale venne conseguentemente aumentato a 10 milioni di talleri mediante l'emissione di 10.000 azioni da 1000 talleri ciascuna.
A partire dal 1º gennaio 1847 la Regia Banca fu trasformata nella Königlich-Preußische Hauptbank ("Regia Banca centrale prussiana"), di cui anche i potevano detenere quote di capitale.
Il capitale era sottoscritto per 1,2 milioni di talleri dallo Stato prussiano e per un milione di talleri da investitori privati prussiani e stranieri, che poterono esercitare a malapena un po' di influenza sulla banca.

### Impero tedesco
In generale, prima dell'unificazione del 1871 in Germania c'erano 31 banche centrali, le cosiddette Notenbanken ("banche d'emissione"), in quanto ogni stato indipendente stampava la propria moneta. Nel 1870 fu votata una legge che prescriveva che il diritto di emissione potesse essere concesso esclusivamente dalla federazione, vietando così la libera creazione di moneta da parte delle banche.
Con la fondazione dell'Impero tedesco nel 1871 si pose il problema dell'unificazione monetaria. Con legge 4 dicembre 1871 il Goldmark ("marco oro") fu fissato come valuta aurea del nuovo stato. Con la legge monetaria del 9 luglio 1873 il Goldmark divenne anche una moneta commerciale e si ordina il ritiro delle banconote emesse dagli stati preunitari a partire dal 1876. Solo i biglietti nominati in marchi erano ormai autorizzati: il tallero, antica moneta tedesca di cui circolava uno stock considerevole, circa 450 milioni di marchi, fu demonetizzato nel 1879 e gradualmente ritirato dalla circolazione.
La legge bancaria 14 marzo 1875 stabilì la fondazione della Reichsbank come banca centrale unica per tutto l'Impero e garante del Goldmark, con decorrenza 1º gennaio 1876. 
La Reichsbank era una persona giuridica di diritto privato con sede a Berlino, esito della trasformazione della Königlich-Preußische Hauptbank sotto stretta supervisione del governo del Reich. Essa era alle dirette dipendenze del Cancelliere del Reich e aveva un Direttorio il cui presidente era nominato dall'Imperatore su proposta del Bundesrat. Il capitale sociale iniziale era di 120 milioni di marchi, versati da azionisti privati
Il compito della Reichsbank era di stabilire il volume e il valore del denaro. Inizialmente il diritto di emissione era ancora diviso fra la Reichsbank (250 milioni di marchi) e le 32 banche d'emissione private (135 milioni di marchi). Entro il 1889 19 banche avevano rinunciato al loro privilegio d'emissione. Nel 1906 lo conservavano solo quattro grandi banche statali: la Badische Bank (Baden), la Bayerische Notenbank (Baviera), la Sächsische Notenbank (Sassonia) e la Württembergische Notenbank (Württemberg). Queste persero il diritto d'emissione solo nel 1935.
Le banconote di valore superiore a 100 marchi, in base alla legge monetaria del 9 luglio 1873, dovevano essere coperte dalle riserve della Reichsbank. Le banconote senza copertura di valore inferiore a 100 marchi, in base alla legge del 30 aprile 1874, dovevano essere emesse nei tagli da 5, 20 e 50 marchi come moneta legale senza corso forzoso. Il § 9 della legge bancaria del 14. marzo 1875 impose che le emissioni che oltrepassassero il quantitativo fissato fossero tassate al 5%.
Il Goldmark sarebbe diventato Papiermark nel 1914 e poi Reichsmark dal 1924.
Nel 1884 la Banca contava 6.140  agenzie in Germania e 1462  all'estero.

### Repubblica di Weimar
Dopo lo scoppio della prima guerra mondiale nel 1914 la Reichsbank mantenne molto stabile il Goldmark. Tuttavia, i costi della guerra provocarono una spinta inflattiva e il valore del marco cominciò a scendere rapidamente. La sconfitta tedesca del 1918, il peso economico del pagamento delle riparazioni di guerra agli Alleati, e il malcontento sociale portarono alla superinflazione del 1922-23. Il Marco oro, che precedentemente era garantito dalle riserve auree, si trasformò nel marco carta (Papiermark), che non aveva alcuna copertura.
La Legge di Autonomia del 26 agosto 1922, approvata sotto la pressione degli Alleati, vietò il controllo della Banca da parte del Cancelliere; di conseguenza la Banca dipendeva solo dal proprio direttore. A partire dal 1924 la Reichsbank fu separata dall'organizzazione del governo del Reich. La nomina del presidente della Banca era effettuata da un Consiglio Generale di 14 membri, di cui sette stranieri: un britannico, un francese, un italiano, uno statunitense, un belga, un olandese e uno svizzero. Questi membri stranieri non erano rappresentanti dei rispettivi governi, bensì esperti riconosciuti.
Le riforme economiche che seguirono negli anni successivi, come il piano Dawes del 1924 e l'entrata in circolazione di una nuova unità monetaria, il Rentenmark, portarono alla stabilizzazione del sistema monetario tedesco e della stessa economia della Repubblica di Weimar. Una delle riforme derivanti dal piano Dawes fu la ristrutturazione della Reichsbank in istituzione indipendente dal governo del Reich, ma di diritto pubblico. Il 30 agosto 1924, la Reichsbank cominciò a stampare il Reichsmark, che sarebbe rimasto la valuta tedesca fino al 1948. Si cercò di ottenere la parità aurea.
Con la crisi del '29 la Reichsbank dovette intervenire massicciamente a sostegno dell'economia tedesca.

### Terzo Reich
A partire dall'estate del 1933 gli esportatori tedeschi furono autorizzati a violare le regole dell'accordo sul controllo dei cambi del 1931.
Inoltre nel periodo 1933-1938 la massa monetaria in circolazione aumentò regolarmente: se alla fine del 1932 circolavano banconote per un montante di 3,5 miliardi di Reichsmark, alla fine del 1938 circolano banconote per 7,7 miliardi di Reichsmarks. Questa politica inflazionistica, intimamente legata alla politica di crescita del credito, finanziò la ricostituzione dell'apparato militare tedesco durante il periodo.
Nel 1937 una legge ristabilì il controllo del Governo del Reich sulla Reichsbank, e nel 1939 questa fu ribattezzata Deutsche Reichsbank e posta sotto il diretto controllo di Adolf Hitler, avendo come direttore Walther Funk dal 1939 al 1945. In realtà era Hermann Göring che aveva il vero controllo della Banca dopo le dimissioni di Hjalmar Schacht da Reichsminister dell'Economia.
La Reichsbank si avvantaggiò enormemente delle confische delle proprietà delle vittime del Nazismo, soprattutto degli Ebrei.
La sconfitta nazista nel 1945 significò anche l'abolizione della Reichsbank, così come dei ministeri e delle altre istituzioni statali tedesche. Dopo la fine della Guerra, le riserve auree della Reichsbank scomparvero senza lasciare traccia.
Al Processo di Norimberga Funk fu processato e condannato per crimini di guerra, anche per aver acquisito alla Banca il denaro e gli oggetti d'oro sottratti agli ebrei e alle altre vittime dei campi di sterminio. I denti d'oro estratti alle vittime furono trovati nei caveaux della sede centrale di Berlino.
Dopo la seconda guerra mondiale le autorità alleate d'occupazione continuarono ad utilizzare i Reichsmark mentre il sistema bancario tedesco veniva gradualmente ricostruito. Nel 1948 il Reichsmark fu sostituito dal Deutsche Mark nei settori americano, britannico e francese, e dall'Ostmark nel settore sovietico. A partire dal 1949, in Germania occidentale la politica monetaria fu inizialmente esercitata dalla Bank deutscher Länder, e successivamente dalla Deutsche Bundesbank. Nella Germania orientale questo compito fu assunto dalla Deutsche Notenbank, successivamente ribattezzata Staatsbank der DDR ("Banca statale della RDT").